# Casilda (kommunhuvudort)
Casilda är en kommunhuvudort i Argentina.   Den ligger i provinsen Santa Fe, i den centrala delen av landet, 300 km nordväst om huvudstaden Buenos Aires. Casilda ligger 79 meter över havet och antalet invånare är 32 002.
Terrängen runt Casilda är mycket platt. Casilda är det största samhället i trakten.
Trakten runt Casilda består till största delen av jordbruksmark. Runt Casilda är det ganska glesbefolkat, med 25 invånare per kvadratkilometer.

## Kända personer

### Födda i staden
- Franco Armani, fotbollsmålvakt
- Federico Grabich, simmare
- Jorge Sampaoli, fotbollstränare